# Der König von St. Pauli
Der König von St. Pauli ist ein sechsteiliges Fernsehdrama von Dieter Wedel aus dem Jahr 1998, das auf Sat.1 ausgestrahlt wurde.

## Zusammenfassung der Handlung
Rudi Kranzow betreibt das renommierte Striptease-Lokal „Blaue Banane“ auf St. Pauli. Sein Rivale, der Fischhändler Graf, hat es auf das Lokal abgesehen, denn das Lokal grenzt an Grafs Eros-Center, das Graf erweitern will. Die Situation verschärft sich, als Kranzow beim Würfelspiel einen hohen Geldbetrag an die Leute von Graf verliert und zunächst nicht zahlen kann.
Kurz darauf wird am Hafen ein Anschlag auf Kranzow verübt, er wird ins Krankenhaus eingeliefert und liegt im Koma. Durch diese Nachricht aufgeschreckt, entschließt sich sein Sohn Robert, sein Studium in München zu unterbrechen und nach St. Pauli zurückzukehren. Robert hatte zu seinem Vater bis dahin kein gutes Verhältnis, dennoch will er verhindern, dass sein Vater während seiner Krankheit alles verliert. Zur Seite stehen ihm Sugar, ein Ex-Boxer und Rudis rechte Hand, die Prostituierte Mizzi, die Transsexuelle Karin und die in die Jahre gekommene Putzfrau des Lokals Charlotte. Gemeinsam versuchen sie, die „Blaue Banane“ vor dem Verkauf zu retten, da alle über dem Lokal auch Zimmer bewohnen und einander als Familie ansehen.
Robert wird Zeuge, wie die Tänzerin Lajana aus dem Fenster eines Obergeschosses der „Blauen Banane“ geworfen wird und stirbt. Sie war die Hauptattraktion des Lokals, das ohne sie verloren scheint. Als Täter meint er Max Graf, den Sohn Walter Grafs, erkannt zu haben. Max Graf wird kurz darauf verhaftet und Walter Grafs Interesse gilt nun insbesondere, dass Robert seine Aussage zu Gunsten Max’ ändert. Um eine neue Wirtschaftsgrundlage zu schaffen, beginnen die Betreiber der „Blauen Banane“, Essen zu bereiten und an die Prostituierten der Umgebung zu verkaufen. Zudem wollen sie eine neue Show auf die Bühne bringen. Die wenig erfolgreiche Schauspielerin Julia, Lajanas Schwester, will ihnen dabei helfen und in der Show auftreten, ist jedoch nicht zu der auf St. Pauli üblichen Freizügigkeit bereit. Charlotte, Karin und Mizzi opfern ihre Ersparnisse, damit Robert die Schulden seines Vaters tilgen kann. Dennoch fehlt es an laufenden Einnahmen, um die "Blaue Banane" langfristig halten zu können. Als Rudi aus dem Krankenhaus entlassen wird, kommt es zu Auseinandersetzungen zwischen Vater und Sohn, da sich beide in Julia verlieben. Diese entscheidet sich letztlich für Rudi.
Da wiederholte Störaktionen (etwa der Diebstahl von 200.000 DM, die als Wetteinsätze durch einen von Sugar organisierten Boxkampf eingenommen werden konnten oder ein Mordanschlag auf Robert) den Wiederaufschwung der „Blauen Banane“ verhindern, gehen Rudi und Robert von der Einmischung Walter Grafs aus. Dieser ist zwar tatsächlich weiterhin an einem Kauf des Hauses, wie auch der Freilassung seines Sohns interessiert, jedoch verneint er vehement seine Beteiligung. Beteiligt ist jedoch sein enger Vertrauter, der „Flüsterer“, welcher Graf hintergeht. Im Auftrag von Dr. Schmidt-Weber versucht er mit Hilfe des Auftragsmörders Dirk Westermann (der tatsächliche Mörder Lajanas und auch verantwortlich für die Attentate auf Rudi und Robert), Graf und Rudi gegeneinander auszuspielen. Dr. Schmidt-Weber agiert als Vertreter der I.E.G., eines großen Immobilienkonzerns, dem auch Geldwäsche im großen Stil nachgesagt wird und der das Viertel in seine Hand bringen möchte. In Person des Rechtsanwalts Dr. Fischer trägt die I.E.G. äußert lukrative Kaufangebote an Graf und Rudi heran, die diese jedoch ablehnen.
Da Robert mit Familie Fischer gut bekannt ist, kann er sich Zutritt zu den Partys von Dr. Fischer verschaffen. Hier lernt er die Fernsehreporterin Olga kennen. Charlotte heuert im Haus der Fischers als Putzfrau an und kann ein Gutachten der I.E.G. über die Gebäude des Viertels entwenden. Nachdem Westermann auch Olga bedroht hat, veröffentlicht sie den Inhalt des Gutachtens. Graf kann Dr. Fischer durch Gewaltandrohung davon überzeugen, sein Wissen mit den Ermittlungsbehörden zu teilen. Hierauf kommt Max Graf auch aus dem Gefängnis frei. Dr. Schmidt-Weber beauftragt nach der Verhaftung von Westermann den Kiez-Schläger Chinesen-Fiete mit der Beseitigung von Rudi und Graf, ein Anschlag in einem Restaurant misslingt aber. Als eine öffentliche Räumung des Viertels ansteht, kommt es durch das erneute Auftauchen von Chinesen-Fiete und einer beginnenden Schießerei zu einem Tumult, währenddessen Rudi einem Herzinfarkt erliegt.
Nachdem Robert ordnungsbehördliche Probleme im Sinne der „Blauen Banane“ lösen konnte und Ruhe ins Viertel eingekehrt ist, wird die neue Show mit Julia als Sängerin ein Erfolg. Robert und Julia verlassen St. Pauli später jedoch, um wieder zu studieren. Sugar und Mizzi beginnen ein Leben zu zweit mit Kind, Karin hat die polnische Prostituierte Sonya geheiratet, um ihr ein Bleiberecht in Deutschland zu ermöglichen. Walter Graf erhält für seinen Verdienst als Geschäftsmann das Bundesverdienstkreuz, verkauft seine Lokalitäten jedoch kurz danach an einen Albaner. Auch andere Betreiber des bis dahin bunten und vielseitigen St. Pauli verkaufen ihre Läden, die meisten davon an denselben Albaner. Die Zeit, in der das Vergnügungsviertel durch alteingesessene Kiez-Größen beherrscht wurde, endet zu Gunsten großer ausländischer Unternehmer.

## Folgen
Die Erstausstrahlung erfolgte im Januar 1998 auf Sat.1:
- Teil 1, 108 Min., EA am 13. Januar 1998
- Teil 2, 102 Min., EA am 14. Januar 1998
- Teil 3, 105 Min., EA am 17. Januar 1998
- Teil 4, 100 Min., EA am 18. Januar 1998
- Teil 5, 101 Min., EA am 20. Januar 1998
- Teil 6, 106 Min., EA am 21. Januar 1998

## Hintergrundinformationen
- Die Herbertstraße und die Straße, in der die Blaue Banane steht und große Teile des Films spielen, wurden in der Münchener Bavaria Film nachgebaut. In denselben Kulissen produzierte Sat.1/Bavaria Film später die Serie Die Rote Meile, ebenfalls eine im Rotlichtmilieu angesiedelte Fernsehserie.[1]
- In einigen Szenen ist, wie in Wedel-Produktionen üblich, der Regisseur selbst kurz zu sehen. So bedankt er sich im ersten Teil für ein gestiftetes Boot, wird im dritten Teil von Sugar als Zuschauer des Boxkampfes empfangen und kommt im letzten Teil als Gast des neuen Hafen-Hotels an.
- Am 12. Januar 1998 erschien der Soundtrack zum Film mit 16 Titeln auf CD. Neben dem Titelsong He’s the King von Bonnie Tyler sind auch das Lied Falling von Julia Stemberger sowie drei instrumentale Stücke von Harold Faltermeyer enthalten. Der Titelsong wurde zunächst ebenfalls am 12. Januar 1998 als Single veröffentlicht und ist am 9. November 1998 auch auf Tylers Album All in One Voice erschienen. Die Single enthält drei verschiedene Versionen des Liedes sowie eine alternative Version von Faltermeyers auf dem Soundtrack veröffentlichten Stück Der König von St. Pauli – Theme.
- Im September 1999 wiederholte Sat.1 die sechs Teile des Films in einer leicht gekürzten Version und im Januar 2003 schließlich in einer dreiteiligen Fassung. Seit September 2004 werden sie wiederholt im Ersten und in verschiedenen Dritten Programmen ausgestrahlt, wobei jeweils auf 90 Minuten gekürzte Fassungen gezeigt werden.
- Vorbild für den Film war der Unternehmer und Erbauer des Eros-Centers in St. Pauli Willi Bartels, der Wedel teilweise als Berater diente.[2]